# Papaver leiocarpum
Papaver leiocarpum là một loài thực vật có hoa trong họ Anh túc. Loài này được Popov mô tả khoa học đầu tiên.